# Kienmoor
Das Kienmoor ist ein Naturschutzgebiet in der niedersächsischen Stadt Burgwedel in der Region Hannover.
Das Naturschutzgebiet mit dem Kennzeichen NSG HA 194 ist 39 Hektar groß. Im Süden grenzt es direkt an das Naturschutzgebiet „Trunnenmoor“. Das 1972 ausgewiesene, 16,6 Hektar große gleichnamige Naturwaldreservat ist Bestandteil des Naturschutzgebietes.
Das Naturschutzgebiet liegt zwischen Wettmar und Fuhrberg. Es stellt ein von Kiefern und Fichten geprägtes Waldgebiet mit einem hohen Anteil an stehendem und liegendem Totholz auf moorigem Boden unter Schutz. Ein Teil des Naturschutzgebietes wird als Naturwald seiner natürlichen Entwicklung überlassen, der übrige Teil wird als Naturwirtschaftswald genutzt. Dem Waldbestand sind Erlen, Birken und Eichen beigemischt. Die Krautschicht wird überwiegend durch Pfeifengras, Farne und Moose geprägt, an einigen feuchten Stellen auch durch Torfmoose. 
Das Gebiet entwässert zum Tiefenbruchsgraben, einem Nebengewässer der Wulbeck, die ihrerseits in die Wietze, einem Nebenfluss der Aller, mündet. 
Das Gebiet steht seit dem 22. Juni 2000 unter Naturschutz. Zuständige untere Naturschutzbehörde ist die Region Hannover.